# Солорёвка
Солорёвка, Солоревка — упразднённая в 2008 году деревня в Крутинском районе Омской области. Входила в состав Шипуновского сельского поселения. Ныне на территории государственного природного зоологического заказника регионального значения «Заозёрный».

## География
Располагалась на окраине болота Яровского, в 25 км к востоку от деревни Троицк.
Ближайшая деревня Челдак находится в 32 километрах, Шипуново в 40.

## История
Деревня основана в 1920 переселенцами с Чувашии.
Официально упразднена Законом Омской области от 01 ноября 2008 года № 1090-ОЗ

## Население
Согласно результатам переписи 2002 года в деревне проживало 4 человека, из которых русские составляли 50 %.

## Инфраструктура
Действовала школа.

## Транспорт
Дорога Орловка—Солоревка (18 км).